# Сесиль де Комменж (виконтесса Тюренна)
Сесиль де Комменж (фр. Cécile de Comminges) (ок. 1320—1384) — виконтесса Тюренна в 1339—1349. Титулярная графиня Комменжа. Графиня Урхельская в 1336—1347 (по мужу).

## Биография
Старшая дочь Бернара VIII, графа Комменжа и виконта Тюренна, и его третьей жены Маты де л’Иль-Журден.
В 1336 году вышла замуж за урхельского графа Хайме I, сына арагонского короля Альфонса IV.
В 1339 году, после смерти брата, унаследовала виконтство Тюренн. Претендовала также на Комменж, но там её права оспорил дядя — Пьер Раймон, который сослался на то, что это графство переходит только по мужской линии. Конфликт разрешился при посредничестве тулузского архиепископа кардинала Жана де Раймона. Пьер Раймон получил Комменж, Сесиль — виконтство Тюренн.
В 1347 г. умер Хайме I Урхельский, и Сесиль де Комменж стала регентом графства Урхель при своем малолетнем сыне Педро II.
Испытывая серьёзные финансовые трудности, она в 1349 году продала виконтство Тюренн папе Клементу VI за 145 тысяч золотых флоринов. Папа передал виконтство своему племяннику Гильому III Роже де Бофору — мужу сестры Сесиль де Комменж.
После того, как Педро II достиг совершеннолетия, Сесиль де Комменж удалилась в монастырь.
Кроме сына, у неё была также дочь:
- Изабелла (1330—1400), муж — Хуго де Кордона